# Amt Lampertheim
 (mars 2023).

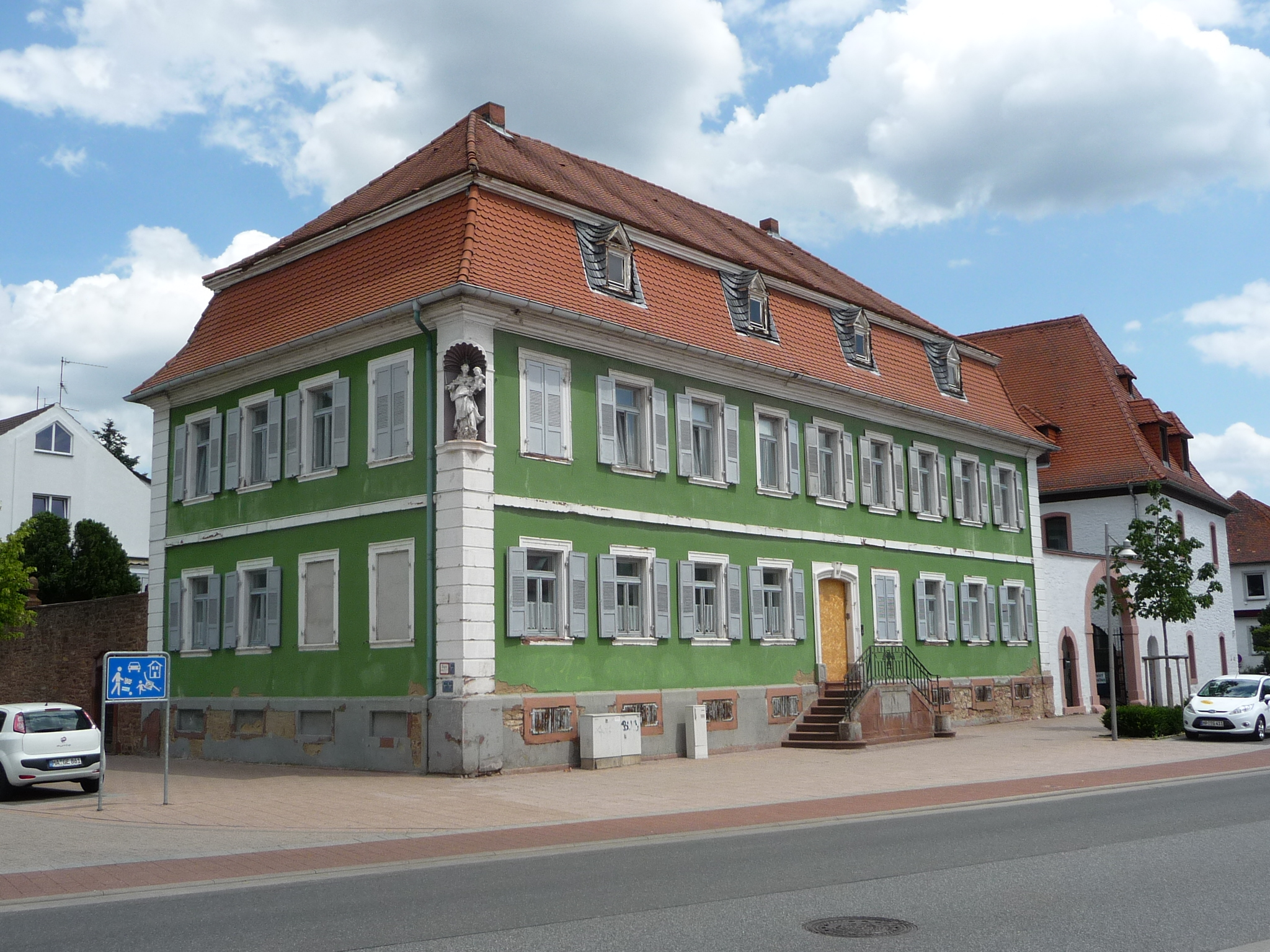
Rentamt Lampertheim
siège de Wormser Amtskellerei

Le Amt Lampertheim (également Amt Stein après le château de Stein ou la cave de Lampertheim) était un Amt, donc un bureau de l'administration du Hochstift Worms, plus tard du Landgraviat de Hesse-Darmstadt puis du Grand-duché de Hesse.

## Fonction
Au Moyen Âge et au début des temps modernes, les bureaux (allemand : Ämter) étaient un niveau entre les communautés et le gouvernement de l'État. Les fonctions d'administration et de justice n'y étaient pas séparées. L'Amt était dirigé par un Amtmann nommé par le gouvernement provincial.

## Histoire
Amt Lampertheim était un des quatre bureaux du Hochstift Worms.

### Stock hérité
Le bureau comprenait un certain nombre de communes sur la rive droite du Rhin et qui se trouvent en face de la ville de Worms dans les basses terres du Rhin supérieur, donc les suivantes:
- Hofheim
- Lampertheim
- Nordheim

À la fin du XVIIIe siècle, Bobstadt, que l'évêque de Worms avait auparavant donnée en fief aux seigneurs de Franckenstein, fut ajoutée.
Il y avait aussi quelques fermes individuelles et des zones résidentielles qui appartenaient au Amt Lampertheim.
- Hof Neuschloss
- Lampertheimer Hütte (Hüttenfeld)
- Forst- und Zollhaus am Wormser Fahrt (Wehrzollhaus)[N 2]
- Jägerhaus auf der Maulbeeraue

### Transition vers la Hesse
Au cours de la sécularisation et avec le Reichsdeputationshauptschluss de 1803, le „reste de l'évêché de Worms“ (sur la rive droite du Rhin) - et donc aussi l'Amt Lampertheim - est devenu une part du Landgraviat de Hesse-Darmstadt qui devint le Grand-duché de Hesse à partir de 1806.
En 1821, une réforme judiciaire et administrative a également séparé le pouvoir judiciaire de l'administration au niveau inférieur. Les bureaux (Ämter) ont été dissous, leurs tâches administratives transférées aux districts nouvellement formés, la compétence de première instance transférée aux tribunaux régionaux. L'Amt Lampertheim a été dissous. Ses tâches administratives ont été transférées au Landratsbezirk Heppenheim, la juridiction au tribunal du district de Lorsch.

## Le droit
Pour l'Amt Lampertheim était le droit commun valide, modifié dans le domaine du droit des successions et du droit matrimonial : Le Landrecht du Palatinat de 1582, renouvelée en 1610, s'applique ici comme droit particulier,. À Bobstadt, en revanche, le droit de la commune s'appliquait sans cette modification. Ce droit spécial a conservé sa validité tout au long du XIXe siècle alors que le territoire appartenait au Grand-Duché de Hesse et n'a été remplacé que le 1er janvier 1900 par le Bürgerliches Gesetzbuch, qui s'appliquait uniformément dans tout le Reich allemand.